# Château de Rogalin
Le château de Rogalin (en polonais: Pałac w Rogalinie) est un château baroque situé dans le village du même nom, dans la voïvodie de Grande-Pologne, ancienne Posnanie prussienne.
Le château a été construit au XVIIIe siècle par la famille Raczyński. Il possède également un parc à la française avec plus de 1 000 chênes centenaires (en polonais: Dęby Rogalińskie), mis en valeur par le parc naturel de Rogalin.

## Architecture
Le château de Rogalin est de style baroque, style très populaire au XVIIIe siècle, moment où le château a été construit. L'entrée principale de celui-ci se fait à l'est.
Un mausolée de la famille Raczyński a également été construit à l'est du château. Son architecture est inspirée de celle de la maison carrée de Nîmes.

## Le parc du château et le parc naturel de Rogalin
Le parc du château possède une impressionnante collection de chênes centenaires, dont les trois principaux, "Lech, Czech et Rus", sont âgés de près de 700 ans.

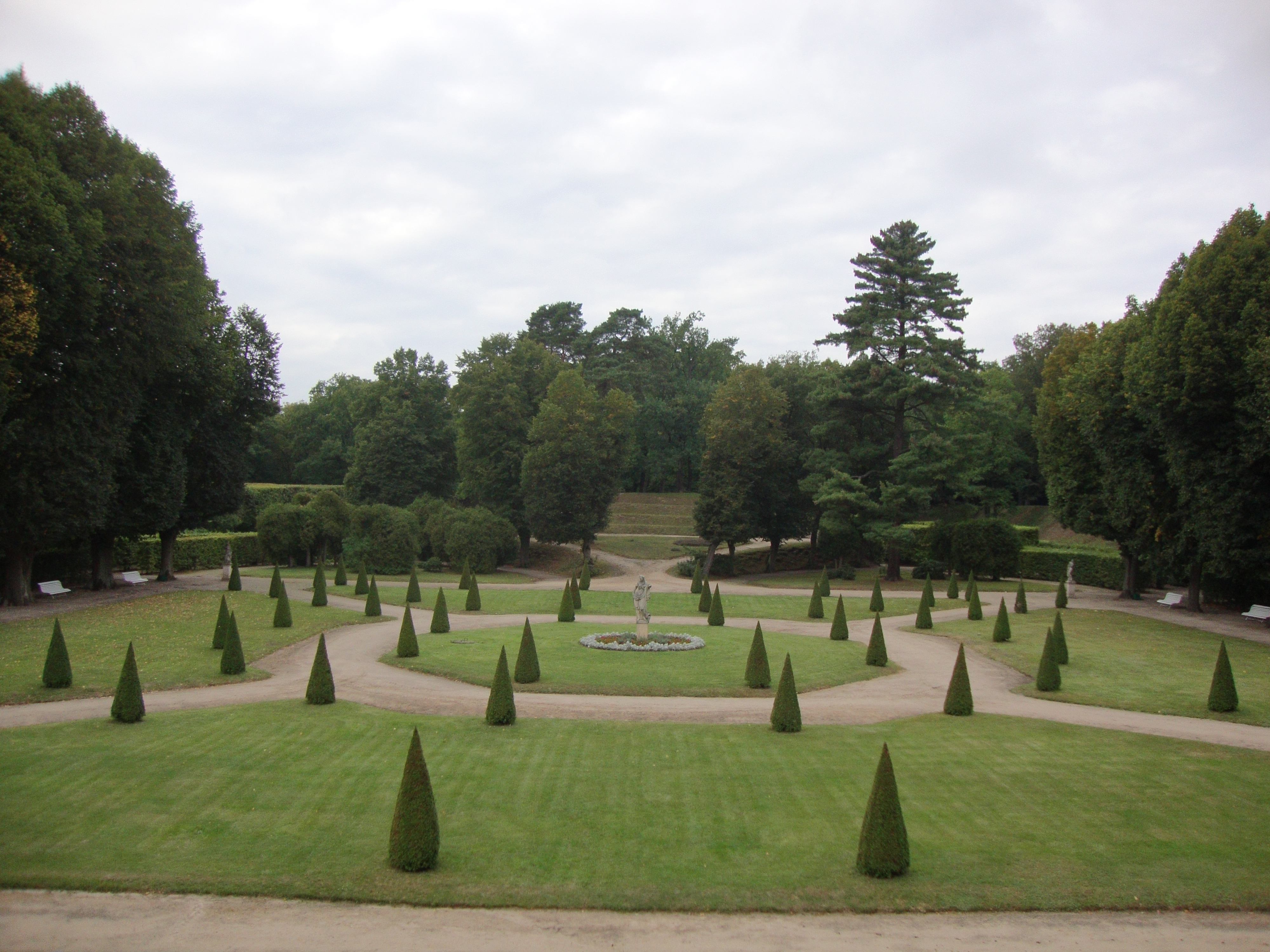
Le parc à la française.
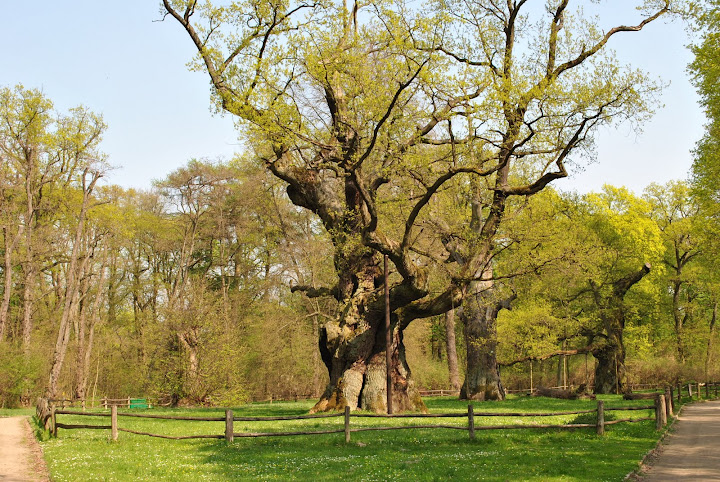
Les trois chênes centenaires "Lech, Czech et Rus".

## Galerie

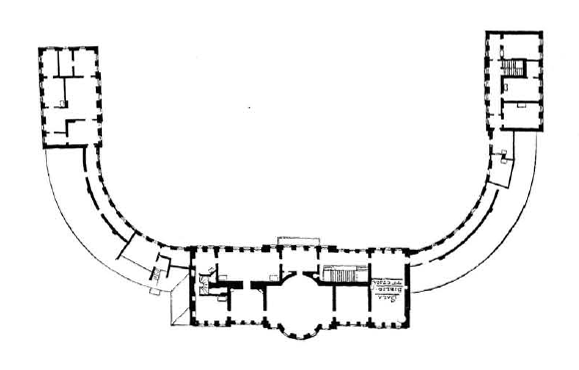
Plan du château.
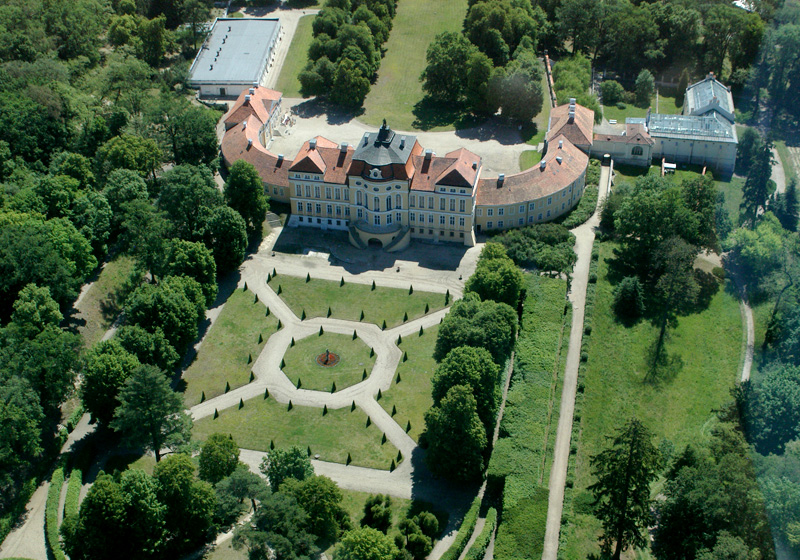
Vue du ciel du château.
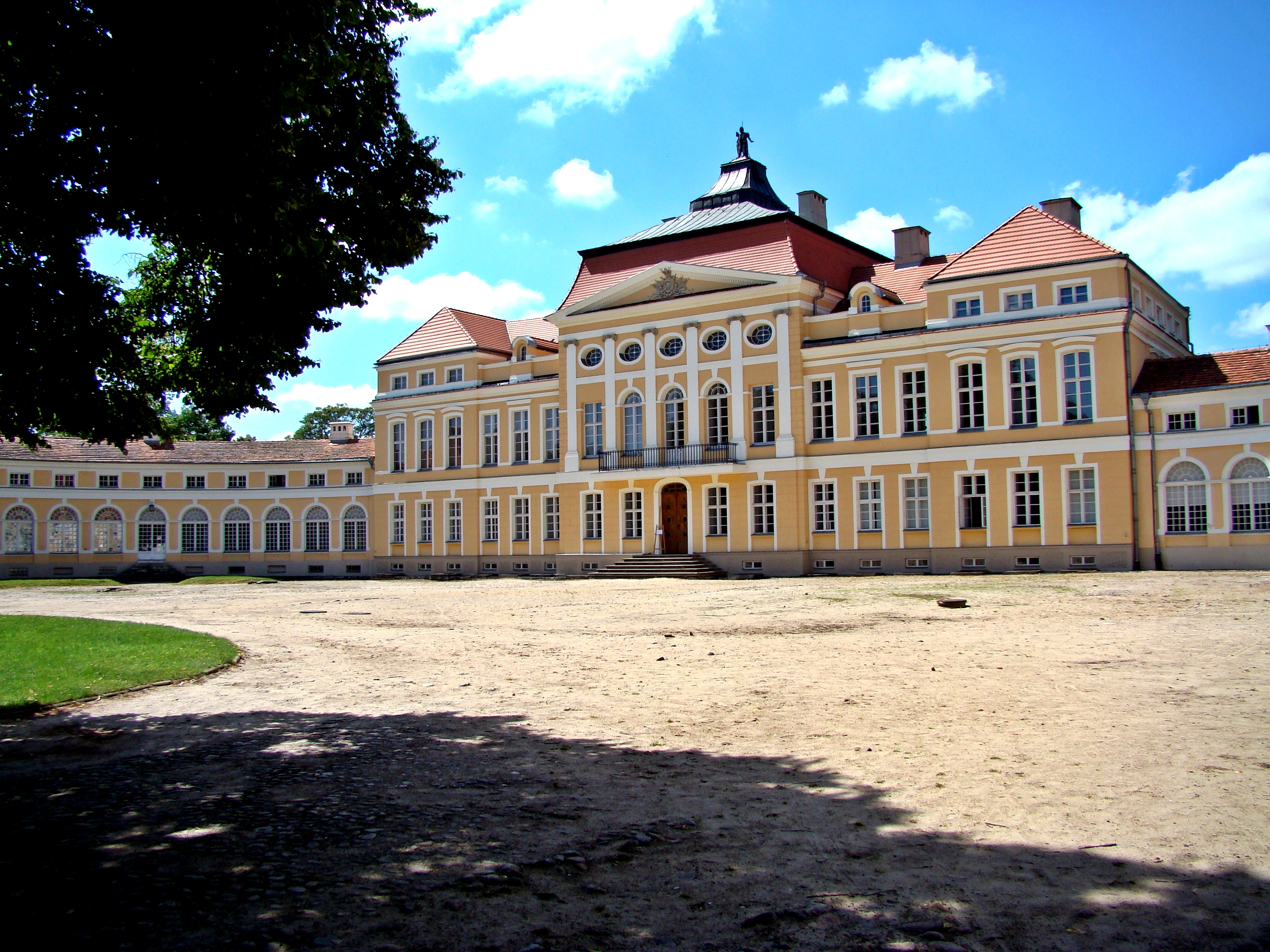
La façade principale.
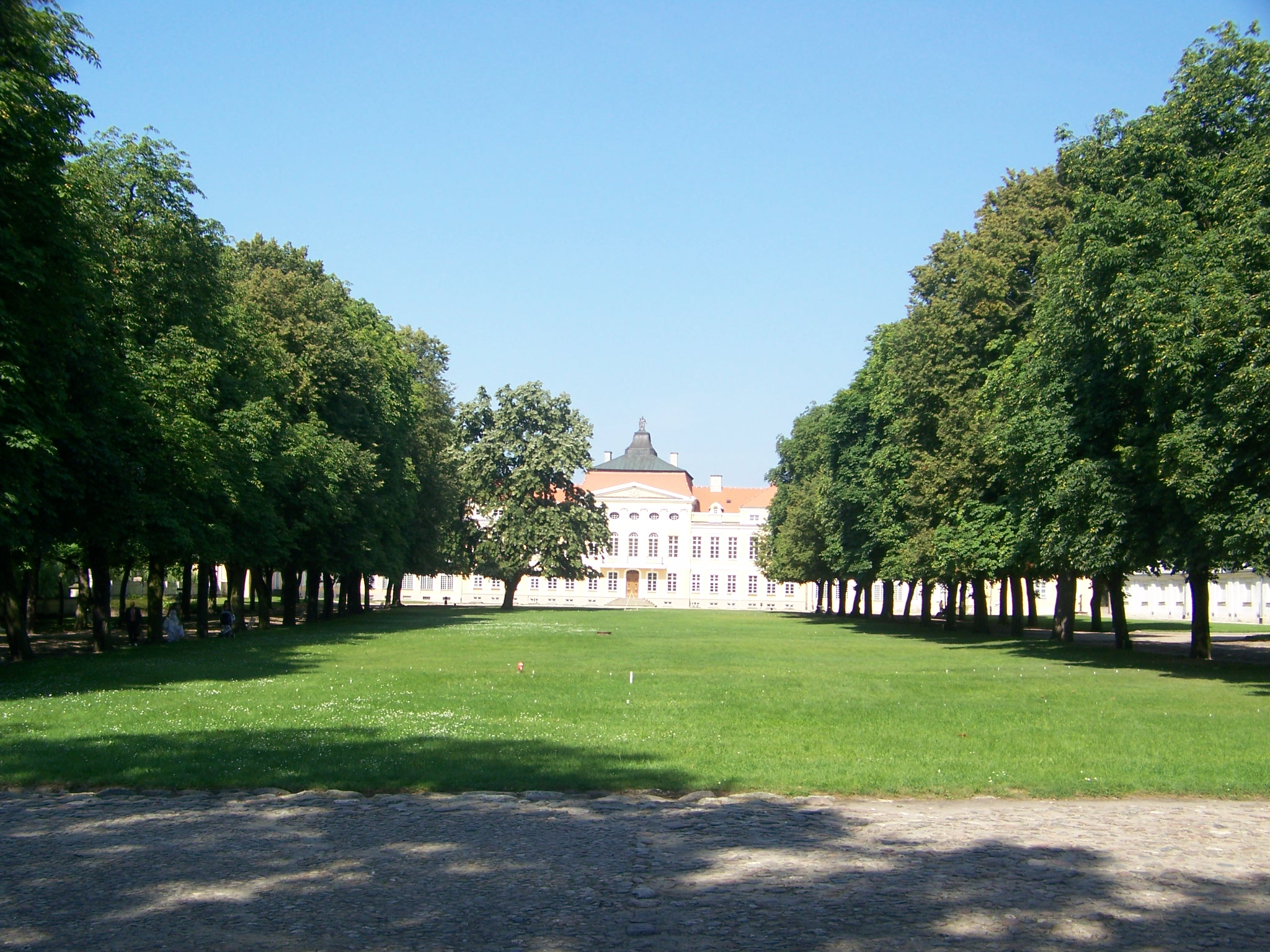
L'allée principale.
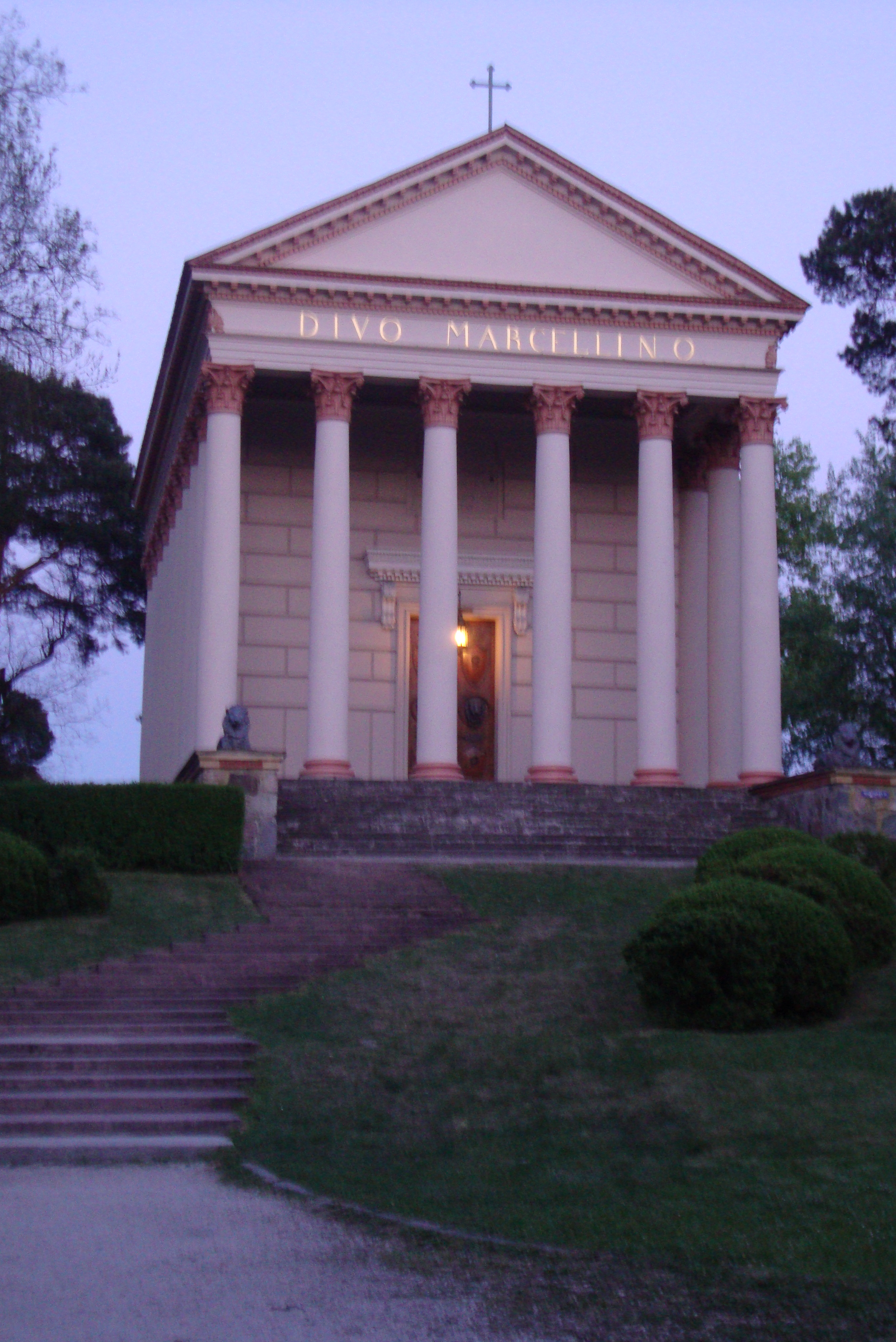
Le mausolée de la famille Raczyński.
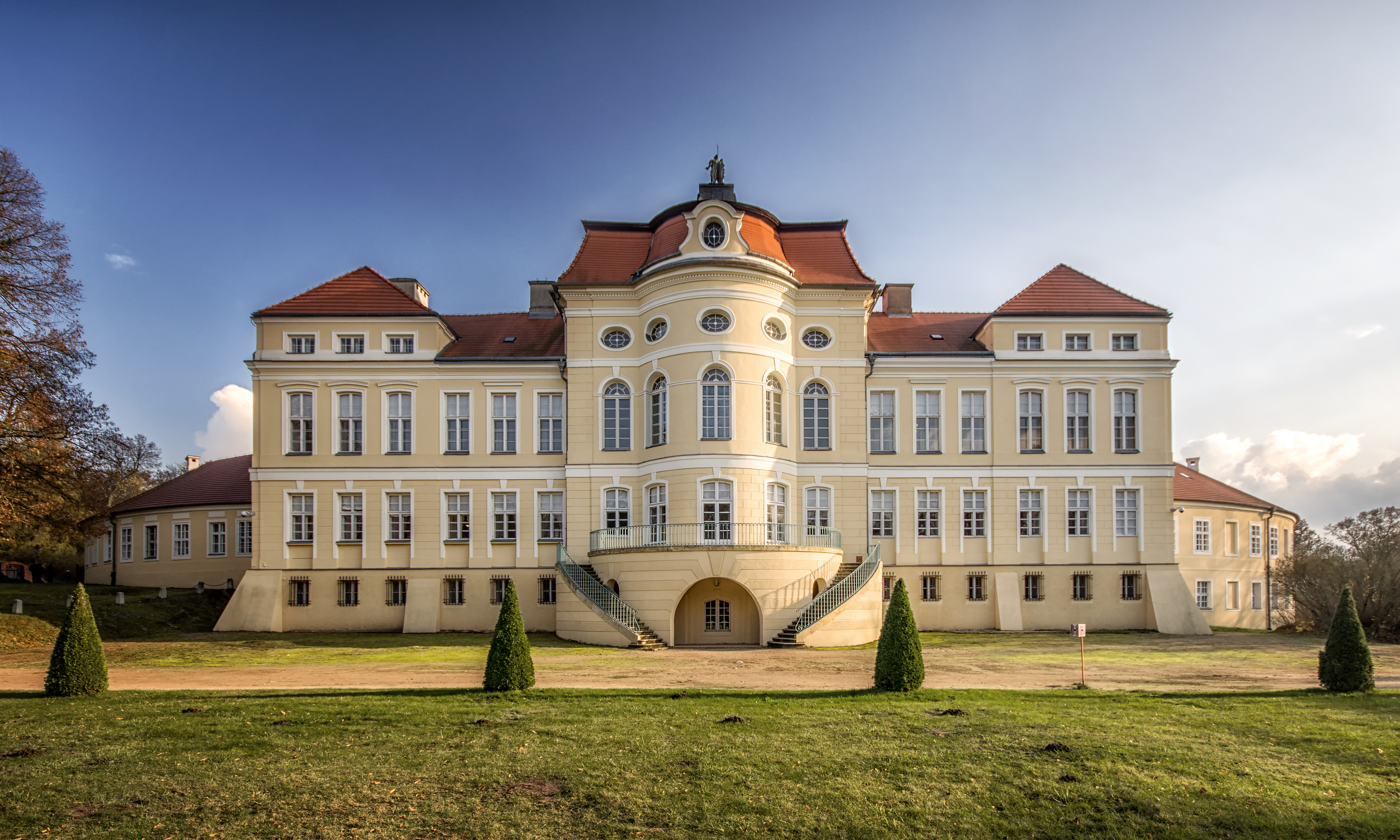
Le chateau tout simplement. Novembre 2019.